# Durante l'estate
Durante l'estate è un film del 1971 diretto da Ermanno Olmi.

## Trama
Un insegnante milanese, grande appassionato di araldica, per guadagnarsi da vivere fa l'illustratore di carte geografiche. Da attento osservatore, attribuisce in assoluta buona fede la nobiltà d'animo alle persone che gli stanno attorno, trasformandola in titoli nobiliari da lui stesso istituiti.
Un giorno, per strada, incontra una ragazza, che poi scoprirà essere una venditrice di detersivi porta a porta; s'innamora di lei e la proclama quindi principessa.
Non tutte le persone alle quali elargisce questi titoli ne sono tuttavia gratificate: il figlio d'una persona incontrata per caso, il signor Querciai, lo denuncia infatti per truffa, facendolo finire sotto processo e addirittura in carcere. Sono chiamati a testimoniare il suo datore di lavoro, il professore e la Principessa,  ma il protagonista sarà difeso solamente da quest'ultima.
La scena finale mostra il docente che con la mano saluta dalla grata della sua cella la ragazza, venuta a trovarlo.

## Critica
Paolo Mereghetti (1993): **
«... una specie di fiaba moderna, stralunata e surreale...»